# 5000 (số)
5000 (năm nghìn, hay năm ngàn) là một số tự nhiên ngay sau 4999 và ngay trước 5001.

## Một số số nguyên trong khoảng 5001 đến 5999
- 5003 - Số nguyên tố Sophie Germain
- 5020 - Số bạn của 5564
- 5039 - Số nguyên tố giai thừa, số nguyên tố Sophie Germain
- 5040 - 7!, số phức hợp cao
- 5041 = 712, số bát giác chính tâm
- 5050 - số tam giác, số Kaprekar, tổng của 100 số nguyên từ 1 đến 100
- 5051 - số nguyên tố Sophie Germain
- 5076 - số thập giác
- 5081 - số nguyên tố Sophie Germain
- 5087 - số nguyên tố an toàn
- 5099 - số nguyên tố an toàn
- 5151 - số tam giác
- 5167 - số nguyên tố Cuba of the form x = y + 1
- 5171 - số nguyên tố Sophie Germain
- 5184 = 722
- 5186 - φ(5186) = 2592
- 5187 - φ(5187) = 2592
- 5188 - φ(5189) = 2592, số thất giác chính tâm
- 5226 - số cửu giác
- 5231 - số nguyên tố Sophie Germain
- 5244 = 222 + 232 +... 292 = 202 + 212 +... 282
- 5249 - highly cototient number
- 5253 - số tam giác
- 5279 - số nguyên tố Sophie Germain
- 5292 - số Kaprekar
- 5303 - số nguyên tố Sophie Germain
- 5329 = 732, số bát giác chính tâm
- 5333 - số nguyên tố Sophie Germain
- 5335 - hằng số thần diệu trong hình vuông thần diệu n×n và trong Bài toán n-Hoàng hậu với n = 22.
- 5340 - số bát diện
- 5356 - số tam giác
- 5365 - số thập giác
- 5387 - số nguyên tố an toàn
- 5399 - số nguyên tố Sophie Germain, số nguyên tố an toàn
- 5419 - số nguyên tố Cuba dạng x = y + 1
- 5441 - số nguyên tố Sophie Germain
- 5456 - số tứ diện
- 5459 - highly cototient number
- 5460 - số tam giác
- 5461 - số siêu-Poulet, số thất giác chính tâm
- 5476 = 742
- 5483 - số nguyên tố an toàn
- 5500 - số cửu giác
- 5501 - số nguyên tố Sophie Germain
- 5507 - số nguyên tố an toàn
- 5525 - số kim tự tháp vuông
- 5536 - số tetranacci
- 5564 - số bạn của 5020
- 5565 - số tam giác
- 5566 - số kim tự tháp ngũ giác
- 5625 = 752, số bát giác chính tâm
- 5639 - số nguyên tố Sophie Germain, số nguyên tố an toàn
- 5662 - số thập giác
- 5671 - số tam giác
- 5711 - số nguyên tố Sophie Germain
- 5719 - số Zeisel
- 5741 - số nguyên tố Sophie Germain, số Pell, số Markov, số thất giác chính tâm
- 5768 - số tribonacci
- 5776 = 762
- 5777 - phản ví dụ nhỏ nhất của giả định rằng số lẻ có dạng p + 2a2
- 5778 - số tam giác
- 5781 - số cửu giác
- 5798 - số Motzkin
- 5807 - số nguyên tố an toàn
- 5849 - số nguyên tố Sophie Germain
- 5879 - số nguyên tố an toàn, highly cototient number
- 5886 - số tam giác
- 5903 - số nguyên tố Sophie Germain
- 5927 - số nguyên tố an toàn
- 5929 = 772, số bát giác chính tâm
- 5939 - số nguyên tố an toàn
- 5967 - số thập giác
- 5984 - số tứ diện
- 5992 - số thiên giác
- 5995 - số tam giác